# Gerhard Zadrobilek
Gerhard Zadrobilek, né le 21 juin 1961 à Breitenfurt bei Wien, est un coureur cycliste autrichien. Il a notamment remporté la Classique de Saint-Sébastien 1989, après une longue échappée solitaire.

## Palmarès sur route

### Par année
- 1981
  - Tour d'Autriche :
    - Classement général
    - 3e étape

  - 5e étape du Grand Prix Guillaume Tell
- 1983
  - Tour du Canton de Genève
- 1984
  - Coire-Arosa
  - 3e du Tour de Suisse
- 1985
  - 3e du Tour du Trentin
- 1987
  - Tour de Vénétie
- 1989
  - Classique de Saint-Sébastien

### Résultats sur les grands tours

#### Tour de France
3 participations
- 1987 : 14e
- 1988 : 21e
- 1989 : 60e

#### Tour d'Italie
6 participations
- 1983 : 62e
- 1984 : 77e
- 1985 : 18e
- 1986 : 55e
- 1987 : abandon (19e étape)
- 1989 : 63e

#### Tour d'Espagne
2 participations
- 1982 : 69e
- 1990 : 84e

## Palmarès en VTT

### Coupe du monde
- Coupe du monde de cross-country 
  - 2e en 1991
  - 1992 (1 manche)
  - 1993 (1 manche)

### Championnats d'Europe
- 1992
  -  Médaillé d'argent du cross-crountry